# Monétay-sur-Allier
Monétay-sur-Allier est une commune française, située dans le département de l'Allier en région Auvergne-Rhône-Alpes.

## Géographie

### Localisation
Ses communes limitrophes sont :
|                         | Châtel-de-Neuvre   | La Ferté-Hauterive |
| Meillard                | Monétay-sur-Allier |                    |
| Verneuil-en-Bourbonnais |                    | Contigny           |

### Voies de communication et transports
La commune est traversée par la route départementale 2009, ancienne route nationale 9, sur l'axe Moulins – Saint-Pourçain-sur-Sioule, ainsi que par les routes départementales 34 passant à l'ouest de la commune (liaison entre Bresnay et Verneuil-en-Bourbonnais), et 232 reliant Monétay à Contigny, au sud.

### Climat
Pour des articles plus généraux, voir Climat d'Auvergne-Rhône-Alpes et Climat de l'Allier.
En 2010, le climat de la commune est de type climat océanique dégradé des plaines du Centre et du Nord, selon une étude du CNRS s'appuyant sur une série de données couvrant la période 1971-2000. En 2020, Météo-France publie une typologie des climats de la France métropolitaine dans laquelle la commune est exposée à un climat océanique altéré et est dans la région climatique Centre et contreforts nord du Massif Central, caractérisée par un air sec en été et un bon ensoleillement.
Pour la période 1971-2000, la température annuelle moyenne est de 11,3 °C, avec une amplitude thermique annuelle de 16,4 °C. Le cumul annuel moyen de précipitations est de 736 mm, avec 10,9 jours de précipitations en janvier et 7,1 jours en juillet. Pour la période 1991-2020, la température moyenne annuelle observée sur la station météorologique de Météo-France la plus proche, sur la commune de Louchy-Montfand à 9 km à vol d'oiseau, est de 11,9 °C et le cumul annuel moyen de précipitations est de 740,6 mm,. Pour l'avenir, les paramètres climatiques de la commune estimés pour 2050 selon différents scénarios d'émission de gaz à effet de serre sont consultables sur un site dédié publié par Météo-France en novembre 2022.

## Urbanisme

### Typologie
Au 1er janvier 2024, Monétay-sur-Allier est catégorisée commune rurale à habitat dispersé, selon la nouvelle grille communale de densité à 7 niveaux définie par l'Insee en 2022.
Elle est située hors unité urbaine. Par ailleurs la commune fait partie de l'aire d'attraction de Moulins, dont elle est une commune de la couronne,. Cette aire, qui regroupe 64 communes, est catégorisée dans les aires de 50 000 à moins de 200 000 habitants,.

### Occupation des sols

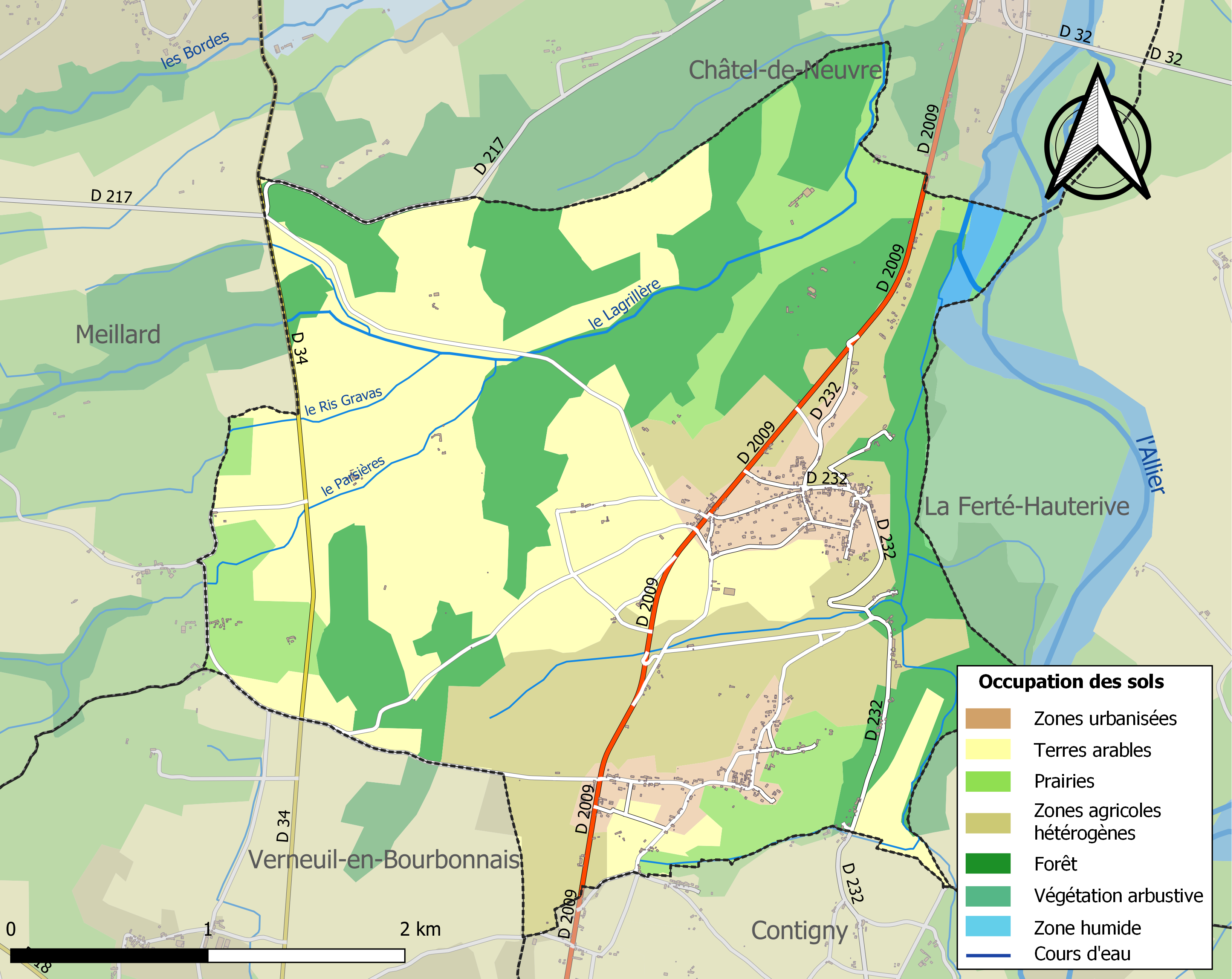
Carte des infrastructures et de l'occupation des sols de la commune en 2018 (CLC).

L'occupation des sols de la commune, telle qu'elle ressort de la base de données européenne d’occupation biophysique des sols Corine Land Cover (CLC), est marquée par l'importance des territoires agricoles (63,8 % en 2018), une proportion identique à celle de 1990 (63,8 %). La répartition détaillée en 2018 est la suivante : 
terres arables (32,3 %), forêts (28,6 %), zones agricoles hétérogènes (19,6 %), prairies (10,9 %), zones urbanisées (6,4 %), cultures permanentes (1 %), eaux continentales (0,7 %), milieux à végétation arbustive et/ou herbacée (0,6 %).
L'IGN met par ailleurs à disposition un outil en ligne permettant de comparer l’évolution dans le temps de l’occupation des sols de la commune (ou de territoires à des échelles différentes). Plusieurs époques sont accessibles sous forme de cartes ou photos aériennes : la carte de Cassini (XVIIIe siècle), la carte d'état-major (1820-1866) et la période actuelle (1950 à aujourd'hui).

## Politique et administration

### Découpage territorial
Monétay-sur-Allier dépendait du canton de Saint-Pourçain-sur-Sioule jusqu'en mars 2015 ; à la suite du redécoupage des cantons du département, elle dépend désormais du canton de Souvigny.
Par arrêté préfectoral du 2 janvier 2024, la commune est retirée le 1er janvier 2024 de l'arrondissement de Moulins et rattachée à l'arrondissement de Vichy.

### Liste des maires
| Période                                  | Période                      | Identité        | Étiquette | Qualité                      |
| ---------------------------------------- | ---------------------------- | --------------- | --------- | ---------------------------- |
| Les données manquantes sont à compléter. |                              |                 |           |                              |
| avant 1988                               | mars 2008                    | Gustave Burlaud |           |                              |
| mars 2008 (réélu en 2014 et en 2020)     | En cours (au 8 juillet 2020) | René Beylot     | DVD       | Retraité du secteur bancaire |

## Population et société

### Démographie
Les habitants de la commune sont appelés les Monétois et les Monétoises.
L'évolution du nombre d'habitants est connue à travers les recensements de la population effectués dans la commune depuis 1793. Pour les communes de moins de 10 000 habitants, une enquête de recensement portant sur toute la population est réalisée tous les cinq ans, les populations de référence des années intermédiaires étant quant à elles estimées par interpolation ou extrapolation. Pour la commune, le premier recensement exhaustif entrant dans le cadre du nouveau dispositif a été réalisé en 2008.

En 2022, la commune comptait 538 habitants, en évolution de +6,53 % par rapport à 2016 (Allier : −1,38 %, France hors Mayotte : +2,11 %).
| 1793 | 1800 | 1806 | 1821 | 1831 | 1836 | 1841 | 1846 | 1851 |
| ---- | ---- | ---- | ---- | ---- | ---- | ---- | ---- | ---- |
| 942  | 879  | 661  | 603  | 618  | 647  | 731  | 820  | 770  |

| 1856 | 1861 | 1866 | 1872 | 1876 | 1881 | 1886 | 1891 | 1896 |
| ---- | ---- | ---- | ---- | ---- | ---- | ---- | ---- | ---- |
| 775  | 794  | 809  | 858  | 848  | 847  | 841  | 882  | 881  |

| 1901 | 1906 | 1911 | 1921 | 1926 | 1931 | 1936 | 1946 | 1954 |
| ---- | ---- | ---- | ---- | ---- | ---- | ---- | ---- | ---- |
| 828  | 804  | 808  | 664  | 619  | 543  | 552  | 519  | 433  |

| 1962 | 1968 | 1975 | 1982 | 1990 | 1999 | 2006 | 2008 | 2013 |
| ---- | ---- | ---- | ---- | ---- | ---- | ---- | ---- | ---- |
| 416  | 409  | 362  | 403  | 393  | 461  | 529  | 548  | 494  |

| 2018 | 2022 | - | - | - | - | - | - | - |
| ---- | ---- | - | - | - | - | - | - | - |
| 543  | 538  | - | - | - | - | - | - | - |

### Enseignement
Monétay-sur-Allier dépend de l'académie de Clermont-Ferrand. Elle gère l'école élémentaire publique Tress Allier.
Hors dérogations à la carte scolaire, les collégiens et lycéens poursuivent leur scolarité à Saint-Pourçain-sur-Sioule,.

## Économie
L'une des activités de la commune est la viticulture : la commune fait partie du terroir de l'AOC saint-pourçain.

## Culture et patrimoine

### Lieux et monuments
- Château de La Chaise ou château du Riau, fin XVe siècle (porte fortifiée)[26], au sud du bourg, à proximité de l'Allier. À cet endroit existait autrefois un port sur la rivière, d'où était expédié notamment les tonneaux de saint-pourçain.
- Château de la Grillière, construit vers 1880-1890 par l'architecte moulinois René Moreau pour Stephen Durieu de Lacarelle[27].
- Château de Montcoquier, château fort en ruines situé à l'ouest du bourg, au-delà de la D 2009. Vestiges du XIIe ou XIIIe siècle, près d'un logis moderne[26].
- Musée des marionnettes (Joël Guichard), en face de la mairie. Il présente 750 marionnettes en provenance de 102 pays du monde. Visite commentée avec animations.
- Église Saint-Fiacre de Monétay-sur-Allier.

### Personnalités liées à la commune
- Pierre Antoine Meilheurat (1791-1864), député de l'Allier (1837-1848), président du conseil général de l'Allier (1833-1848). Il est sous la monarchie de Juillet l'un des hommes politiques les plus influents du département. Il abandonne la vie politique en 1848 et se retire dans sa propriété de L'Épine à Monétay, pour se consacrer à son activité d'homme de lettres et de dramaturge.

### Héraldique
|  | Les armes de la commune se blasonnent ainsi : Parti : au 1er d’argent à la bande de sable chargé de deux étoiles d’or, au 2e d’azur à l’ancre d’argent tortillée de sa gumène de sable ; au chef de gueules au lion léopardé d’or. |